# NGC 6035
NGC 6035 ist eine 13,6 mag helle Balkenspiralgalaxie vom Hubble-Typ SAB(rs)c im Sternbild Herkules am Nordsternhimmel, die schätzungsweise 217 Millionen Lichtjahre von der Milchstraße entfernt ist. 
Das Objekt wurde am 9. Juni 1880 von Édouard Stephan entdeckt.